# Lista de herdeiros do trono holandês
Esta é uma lista de indivíduos que foram, em dado período de tempo, considerados os herdeiros do trono do Reino dos Países Baixos, em caso de abdicação ou morte do monarca incumbente. Os herdeiros (presuntivos ou aparentes) que, de fato, sucederam ao monarca holandês são representados em negrito.
A lista inclui herdeiros e nobres a partir de 16 de março de 1815, quando foi formalmente estabelecida a monarquia holandesa no sistema constitucional vigente até os dias atuais. Anteriormente, entre 1806 e 1810, a região havia sido composta pelo Reino da Holanda cujos monarcas e herdeiros não são aqui listados por questão de continuidade. A partir de 1815 com o estabelecimento da monarquia holandesa moderna, o reino passou a contar com uma linha de sucessão sólida e contínua dentro dos membros da Casa de Orange-Nassau. 
Desde o estabelecimento da Coroa holandesa, apenas quatro herdeiros não ascenderam ao trono. Três deles por questão de morte: Guilherme, Príncipe de Orange, Alexandre, Príncipe de Orange (filhos de Guilherme III) e Sofia, Grã-Duquesa de Saxe-Weimar-Eisenach (tia de Guilhermina). Por outro lado, um herdeiro presuntivo (Guilherme Ernesto) não ascendeu ao trono em virtude nascimento de um herdeiro aparente. De 1890 a 2013, os Países Baixos foram governados por rainhas reinantes, sendo o maior período contínuo de uma monarquia feminina em toda a história europeia. 
Catarina Amália, Princesa de Orange é a atual herdeira ao trono holandês desde a abdicação de sua avó Beatriz e a subsequente ascensão de seu pai Guilherme-Alexandre.

## Herdeiros ao trono holandês
| Herdeiro                                               | Status              | Relacionamento com Monarca      | Tornou-se herdeiro   | Tornou-se herdeiro    | Deixou de ser herdeiro | Deixou de ser herdeiro        | Próximo sucessão Relação com herdeiro                                                   | Monarca             |
| Herdeiro                                               | Status              | Relacionamento com Monarca      | Data                 | Razão                 | Data                   | Reason                        | Próximo sucessão Relação com herdeiro                                                   | Monarca             |
| ------------------------------------------------------ | ------------------- | ------------------------------- | -------------------- | --------------------- | ---------------------- | ----------------------------- | --------------------------------------------------------------------------------------- | ------------------- |
| Guilherme, Príncipe de Orange                          | Herdeiro aparente   | Filho mais velho                | 16 de março de 1815  | pai tornou-se rei     | 7 de outubro de 1840   | Pai abdicou, tornou-se rei    | Prince Frederick, 1815–1817, irmão                                                      | Guilherme I         |
| Guilherme, Príncipe de Orange                          | Herdeiro aparente   | Filho mais velho                | 16 de março de 1815  | pai tornou-se rei     | 7 de outubro de 1840   | Pai abdicou, tornou-se rei    | Príncipe Guilherme, 1817–1840, filho                                                    | Guilherme I         |
| Guilherme, Príncipe de Orange                          | Herdeiro aparente   | Filho mais velho                | 7 de outubro de 1840 | pai tornou-se rei     | 17 de março de 1849    | Pai morreu, tornou-se rei     | Príncipe Guilherme, Príncipe de Orange, 1840–1849, filho                                | Guilherme II        |
| Guilherme, Príncipe de Orange                          | Herdeiro aparente   | Filho mais velho                | 17 de março de 1849  | pai tornou-se rei     | 11 de junho de 1879    | morreu                        | Príncipe Maurice, 1849–1850, irmão                                                      | Guilherme III       |
| Guilherme, Príncipe de Orange                          | Herdeiro aparente   | Filho mais velho                | 17 de março de 1849  | pai tornou-se rei     | 11 de junho de 1879    | morreu                        | Príncipe Hendrik, 1850–1851, tio                                                        | Guilherme III       |
| Guilherme, Príncipe de Orange                          | Herdeiro aparente   | Filho mais velho                | 17 de março de 1849  | pai tornou-se rei     | 11 de junho de 1879    | morreu                        | Príncipe Alexander, 1851–1879, irmão                                                    | Guilherme III       |
| Alexandre, Príncipe de Orange                          | Herdeiro aparente   | Filho mais novo                 | 11 de junho de 1879  | Irmão Morreu          | 21 de junho de 1884    | morreu                        | Príncipe Frederick, 1879–1881, tio-avô                                                  | Guilherme III       |
| Alexandre, Príncipe de Orange                          | Herdeiro aparente   | Filho mais novo                 | 11 de junho de 1879  | Irmão Morreu          | 21 de junho de 1884    | morreu                        | Princesa Guilhermina, 1881–1884, irmã                                                   | Guilherme III       |
| Princesa Guilhermina                                   | herdeiro presuntivo | Filha mais velha                | 21 Junho 1884        | irmão morreu          | 23 Novembro 1890       | Pai morreu, Tornou-se rainha  | Princesa Sophie, grã-duquesa de Saxe-Weimar-Eisenach, 1884–1890, tio                    | Guilherme III       |
| Princesa Sophie, grã-duquesa de Saxe-Weimar-Eisenach , | herdeiro presuntivo | Tia                             | 23 Novembro 1890     | sobrinha virou rainha | 23 Março 1897          | morreu                        | Carlos Augusto, Grão-Duque Hereditário de Saxe-Weimar-Eisenach, 1890–1894, filho        | Guilhermina         |
| Princesa Sophie, grã-duquesa de Saxe-Weimar-Eisenach , | herdeiro presuntivo | Tia                             | 23 Novembro 1890     | sobrinha virou rainha | 23 Março 1897          | morreu                        | Guilherme Ernesto, Grão-Duque Hereditário de Saxe-Weimar-Eisenach, 1894–1897, neto      | Guilhermina         |
| Guilherme Ernesto, Grão-Duque de Saxe-Weimar-Eisenach  | herdeiro presuntivo | Primeiro primo uma vez removido | 23 Março 1897        | Avó (Sophie) morreu   | 30 Abril 1909          | Filha nascida para rainha     | Bernardo de Saxe-Weimar-Eisenach, 1897–1900, irmão                                      | Guilhermina         |
| Guilherme Ernesto, Grão-Duque de Saxe-Weimar-Eisenach  | herdeiro presuntivo | Primeiro primo uma vez removido | 23 Março 1897        | Avó (Sophie) morreu   | 30 Abril 1909          | Filha nascida para rainha     | Princesa Maria Alexandrina de Saxe-Weimar-Eisenach, 1900–1909, tia                      | Guilhermina         |
| Princesa Juliana                                       | herdeiro presuntivo | Filha mais velha                | 30 Abril 1909        | Nasceu                | 4 Setembro 1948        | Mãe abdicou, tornou-se rainha | Guilherme Ernesto, Grão-Duque de Saxe-Weimar-Eisenach, 1909–1922, primo em segundo grau | Guilhermina         |
| Princesa Juliana                                       | herdeiro presuntivo | Filha mais velha                | 30 Abril 1909        | Nasceu                | 4 Setembro 1948        | Mãe abdicou, tornou-se rainha | nenhum, 1922–1938                                                                       | Guilhermina         |
| Princesa Juliana                                       | herdeiro presuntivo | Filha mais velha                | 30 Abril 1909        | Nasceu                | 4 Setembro 1948        | Mãe abdicou, tornou-se rainha | Princesa Beatrix, 1938–1948, filha                                                      | Guilhermina         |
| Princesa Beatrix                                       | herdeiro presuntivo | Filha mais velha                | 4 Setembro 1948      | mãe virou rainha      | 30 abril 1980          | Mãe abdicou, tornou-se rainha | Princesa Irene, 1948–1964, irmã                                                         | Juliana             |
| Princesa Beatrix                                       | herdeiro presuntivo | Filha mais velha                | 4 Setembro 1948      | mãe virou rainha      | 30 abril 1980          | Mãe abdicou, tornou-se rainha | Princesa Margriet, 1964–1967, irmã                                                      | Juliana             |
| Princesa Beatrix                                       | herdeiro presuntivo | Filha mais velha                | 4 Setembro 1948      | mãe virou rainha      | 30 abril 1980          | Mãe abdicou, tornou-se rainha | Príncipe Guilherme Alexandre, 1967–1980, filho                                          | Juliana             |
| Guilherme Alexandre, Príncipe de Orange                | Herdeiro aparente   | Filho mais velho                | 30 Abril 1980        | mãe virou rainha      | 30 Abril 2013          | Mãe abdicou, tornou-se rei    | Príncipe João Friso, 1980–2003, irmão                                                   | Beatrix             |
| Guilherme Alexandre, Príncipe de Orange                | Herdeiro aparente   | Filho mais velho                | 30 Abril 1980        | mãe virou rainha      | 30 Abril 2013          | Mãe abdicou, tornou-se rei    | Princesa Catharina-Amalia, 2003–2013, filha                                             | Beatrix             |
| Catarina Amália, Princesa de Orange                    | Herdeiro aparente   | Filha mais velha                | 30 Abril 2013        | pai tornou-se rei     | Incumbente             | Incumbente                    | Princesa Alexia, 2013–present, irmã                                                     | Guilherme Alexandre |